# Vovinam nos Jogos Asiáticos em Recinto Coberto de 2009
As competições de vovinam nos Jogos Asiáticos em Recinto Coberto de 2009 ocorreram entre 31 de outubro e 2 de novembro. Quatorze eventos foram disputados.

## Calendário
| Outubro/Novembro | 28 | 29 | 30 | 31 | 1 | 2 | 3 | 4 | 5 | 6 | 7 | 8 | Finais |
| ---------------- | -- | -- | -- | -- | - | - | - | - | - | - | - | - | ------ |
| Vovinam          |    |    |    | 6  | 4 | 4 |   |   |   |   |   |   | 14     |

## Quadro de medalhas
| Ordem | País      | Medalha de ouro | Medalha de prata | Medalha de bronze |    |
| ----- | --------- | --------------- | ---------------- | ----------------- | -- |
| 1     | Vietname  | 8               |                  |                   | 8  |
| 2     | Indonésia | 2               |                  | 5                 | 7  |
| 3     | Camboja   | 1               | 4                | 4                 | 9  |
| 4     | Laos      | 1               | 4                | 3                 | 8  |
| 5     | Índia     | 1               | 3                | 3                 | 7  |
| 5     | Irã       | 1               | 3                | 3                 | 7  |
| TOTAL | TOTAL     | 14              | 14               | 18                | 46 |

## Medalhistas
Masculino
| Evento                           | Ouro                                  | Prata                               | Bronze                                                         |
| Performance - individual         | INA Indonésia Putu Yudi Surya Pratama | LAO Laos Sirivanh Khamphi           | IRI Irã Mohsen Ahmadi                                          |
| Performance - duplas             | VIE Vietnã                            | CAM Camboja                         | INA Indonésia                                                  |
| Performance - ataques com pernas | VIE Vietnã                            | CAM Camboja                         | IND Índia                                                      |
| Performance - multi-armas        | VIE Vietnã                            | LAO Laos                            | IRI Irã                                                        |
| Lutas - até 55 kg                | VIE Vietnã Than Lai Kim Long          | CAM Camboja Socheat San             | INA Indonésia Putu Yudi Surya Pratama LAO Laos Magkeua Sonexay |
| Lutas - até 60 kg                | VIE Vietnã Vo Nguyen Linh             | IRI Irã Mohammad Hossein Mirakhorli | CAM Camboja Sereyratha Nuth IND Índia Chongtham Mahadeva       |
| Lutas - até 65 kg                | IRI Irã Alireza Jadidi                | LAO Laos Sirivanh Khamphi           | IND Índia Deven Moirangthem                                    |
| Lutas - até 70 kg                | VIE Vietnã Nguyen Minh Tinh           | IRI Irã Morteza Farnad              | LAO Laos Nouhack Vandoengkoe CAM Camboja Rothana Chan          |

Feminino
| Evento                       | Ouro                               | Prata                              | Bronze                                             |
| Performance - individual     | IND Índia Pratiksha Santosh Shinde | IRI Irã Monir Ahmadi               | CAM Camboja Vilay Nang                             |
| Performance - duplas         | INA Indonésia                      | IND Índia                          | LAO Laos                                           |
| Performance - defesa pessoal | VIE Vietnã                         | CAM Camboja                        | INA Indonésia                                      |
| Performance - multi-armas    | CAM Camboja                        | IND Índia                          | INA Indonésia                                      |
| Lutas - até 50 kg            | LAO Laos Noudsalin Maythong        | IND Índia Pratiksha Santosh Shinde | INA Indonésia Ni Komang Dyah Purnama Sari          |
| Lutas - até 55 kg            | VIE Vietnã Phan Thi Ngoc Han       | LAO Laos Viengkham Latdavanh       | CAM Camboja Sreyroath Nuth IRI Irã Razieh Roustaei |